# Charlene Rendina
Charlene Louise Rendina (18 dicembre 1947) è un'ex velocista e mezzofondista australiana, specializzata nei 400 e negli 800 metri piani.

## Biografia
Alla sua prima partecipazione ai Giochi olimpici, a Monaco di Baviera 1972, dopo aver stabilito il record olimpico vincendo la prima batteria in 51"90, giunse fino alla finale che terminò al sesto posto in 51"99. Stesso piazzamento ottenne con la staffetta 4×400 m.
Nel 1974 vinse i Giochi del Commonwealth gareggiando negli 800 metri. Conquistò inoltre una medaglia d'argento con la staffetta 4×400 m e una di bronzo nella gara individuale.
Alla sua seconda partecipazione olimpica, a Montréal 1976, mancò l'accesso alla finale degli 800 metri dopo essere giunta quinta nella sua semifinale in 2'00"29. Raggiunse invece la finale con la staffetta 4×400 m ottenendo un quarto posto.
Nella sua carriera ha vinto per cinque volte il campionato nazionale negli 800 metri e per due volte quello sui 400 m. Il suo primato personale sugli 800 metri, 1'59"0, ottenuto nel 1976, fu record nazionale per 43 anni e venne migliorato da Catriona Bisset nel luglio 2019.

## Palmarès
| Anno | Manifestazione          | Sede         | Evento      | Risultato  | Prestazione | Note  |
| ---- | ----------------------- | ------------ | ----------- | ---------- | ----------- | ----- |
| 1972 | Giochi olimpici         | Monaco       | 400 m piani | 6ª         | 51"99       | [ 1 ] |
| 1972 | Giochi olimpici         | Monaco       | 4×400 m     | 6ª         | 3'28"84     | [ 2 ] |
| 1974 | Giochi del Commonwealth | Christchurch | 400 m piani | Bronzo     | 52"08       |       |
| 1974 | Giochi del Commonwealth | Christchurch | 800 m piani | Oro        | 2'01"11     |       |
| 1974 | Giochi del Commonwealth | Christchurch | 4×400 m     | Argento    | 3'30"72     |       |
| 1976 | Giochi olimpici         | Montréal     | 800 m piani | Semifinale | 2'00"29     | [ 3 ] |
| 1976 | Giochi olimpici         | Montréal     | 4×400 m     | 4ª         | 3'25"56     | [ 4 ] |